# Zvirinovik
Zvirinovik je nenaseljeni otočić u hrvatskom dijelu Jadranskog mora. Nalazi se u Lastovskom kanalu, uz zapadni dio južne obale otoka Korčule. Otok je izdužen, dug oko 1800 metara, a položen je paralelno s obalom, te je od obale u prosjeku udaljen oko 400 m. Nasuprot otoku je naselje Karbuni, a otok katastarski pripada općini Blato.
Njegova površina iznosi 0,404778 km2. Dužina obalne crte iznosi 4211 m, a iz mora se uzdiže 57 m.